# Madara (Vorname)
Madara ist ein weiblicher Vorname.

## Herkunft und Bedeutung
Er ist lettischen Ursprungs und ist der lettische Name für Labkraut.

## Bekannte Namensträgerinnen
- Madara Čodere, lettische Skispringerin
- Madara Līduma (* 1982), lettische Biathletin
- Madara Palameika (* 1987), lettische Speerwerferin